# آرتی‌ال
آرتی‌ال (انگلیسی: RTL) شبکه تلویزیونی آلمانی است که توسط گروه آرتی‌ال در ۲ ژانویه ۱۹۸۴ تاسیس شده‌است.